# Structure pyramidale des ligues de football au Danemark
La structure pyramidale des ligues de football au Danemark désigne le système de classement officiel des ligues et divisions du football danois.

## Généralités

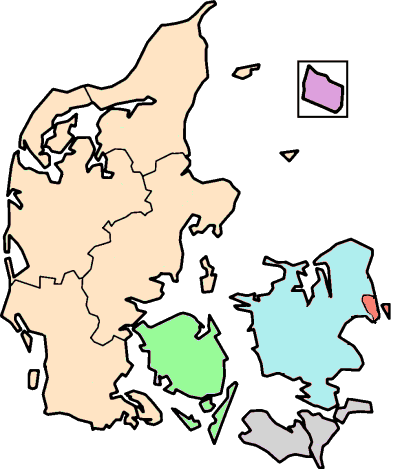
JBU
FBU
SBU
LFBU
KBU
BBU

Le football danois est structuré par un total de 11 échelons hiérarchiques.
Les quatre premiers niveaux sont organisés à l'échelle nationale, la D1 et la D2 en poule unique, la D3 et la D4 (en poule multiples jusqu'en 2021, où chaque club y évolue suivant sa position géographique). À partir de la 5e division, six syndicats régionaux affiliés à la fédération danoise organisent les compétitions et subdivisent jusqu'à la D11 le cas échéant.
- La Bornholms Boldspil-Union (BBU)
- La Fyns Boldspil-Union (FBU)
- La Jydsk Boldspil-Union (JBU)
- La Københavns Boldspil-Union (KBU)
- La Lolland-Falsters Boldspil-Union (LFBU)
- La Sjællands Boldspil-Union (SBU)

Il est à noter que si chaque zone géographique a sa propre lignée, les régions de Copenhague (KBU) et de l'île de Bornholm (BBU) sont liées au même championnat en D5 puis il existe une stricte séparation géographique qu'à partir de la 6e division.

## Structure des championnats

### Organisation depuis 2021
| Niveau | Championnat                                 | Championnat                                 | Championnat                                 | Championnat                                 | Championnat                                 | Championnat                                 | Championnat                                 | Championnat                                 |
| ------ | ------------------------------------------- | ------------------------------------------- | ------------------------------------------- | ------------------------------------------- | ------------------------------------------- | ------------------------------------------- | ------------------------------------------- | ------------------------------------------- |
| 1      | Superligaen 12 clubs                        | Superligaen 12 clubs                        | Superligaen 12 clubs                        | Superligaen 12 clubs                        | Superligaen 12 clubs                        | Superligaen 12 clubs                        | Superligaen 12 clubs                        |                                             |
| 2      | 1. division 12 clubs                        | 1. division 12 clubs                        | 1. division 12 clubs                        | 1. division 12 clubs                        | 1. division 12 clubs                        | 1. division 12 clubs                        | 1. division 12 clubs                        |                                             |
| 3      | 2. division 12 clubs semi-professionnels    | 2. division 12 clubs semi-professionnels    | 2. division 12 clubs semi-professionnels    | 2. division 12 clubs semi-professionnels    | 2. division 12 clubs semi-professionnels    | 2. division 12 clubs semi-professionnels    | 2. division 12 clubs semi-professionnels    |                                             |
| 4      | 3. division 12 clubs semi-professionnels    | 3. division 12 clubs semi-professionnels    | 3. division 12 clubs semi-professionnels    | 3. division 12 clubs semi-professionnels    | 3. division 12 clubs semi-professionnels    | 3. division 12 clubs semi-professionnels    | 3. division 12 clubs semi-professionnels    |                                             |
| 5      | Danmarksserien for herrer Poule 1, 10 clubs | Danmarksserien for herrer Poule 1, 10 clubs | Danmarksserien for herrer Poule 2, 10 clubs | Danmarksserien for herrer Poule 2, 10 clubs | Danmarksserien for herrer Poule 3, 10 clubs | Danmarksserien for herrer Poule 3, 10 clubs | Danmarksserien for herrer Poule 4, 10 clubs | Danmarksserien for herrer Poule 4, 10 clubs |

### Organisés par les fédérations locales
| Niveau | Championnat      | Championnat      | Championnat     | Championnat            | Championnat | Championnat    |
| ------ | ---------------- | ---------------- | --------------- | ---------------------- | ----------- | -------------- |
| 6      | Københavnsserien | Københavnsserien | Sjællandsserien | Lolland-Falster-serien | Fynsserien  | Jyllandsserien |
| 7      | Bornholmsserien  | KBU Serie 1      | SBU Serie 1     | LFBU Serie 1           | FBU Serie 1 | JBU Serie 1    |
| 8      | BBU Serie 1      | KBU Serie 2      | SBU Serie 2     | LFBU Serie 2           | FBU Serie 2 | JBU Serie 2    |
| 9      | BBU Serie 2      | KBU Serie 3      | SBU Serie 3     | LFBU Serie 3           | FBU Serie 3 | JBU Serie 3    |
| 10     | BBU Serie 3      | KBU Serie 4      | SBU Serie 4     | LFBU Serie 4           | FBU Serie 4 | JBU Serie 4    |
| 11     |                  | KBU Serie 5      | SBU Serie 5     |                        | FBU Serie 5 | JBU Serie 5    |
| 12     |                  |                  |                 | JBU Serie 6            |             |                |

## Ancienne organisation avant 2021
| Niveau | Championnat                                 | Championnat                                 | Championnat                                 | Championnat                                 | Championnat                                 | Championnat                                 |
| ------ | ------------------------------------------- | ------------------------------------------- | ------------------------------------------- | ------------------------------------------- | ------------------------------------------- | ------------------------------------------- |
| 1      | Superligaen 12 clubs                        | Superligaen 12 clubs                        | Superligaen 12 clubs                        | Superligaen 12 clubs                        | Superligaen 12 clubs                        | Superligaen 12 clubs                        |
| 2      | 1. division 12 clubs                        | 1. division 12 clubs                        | 1. division 12 clubs                        | 1. division 12 clubs                        | 1. division 12 clubs                        | 1. division 12 clubs                        |
| 3      | 2. division Øst 16 clubs                    | 2. division Øst 16 clubs                    | 2. division Øst 16 clubs                    | 2. division Vest 16 clubs                   | 2. division Vest 16 clubs                   | 2. division Vest 16 clubs                   |
| 4      | Danmarksserien for herrer Poule 1, 14 clubs | Danmarksserien for herrer Poule 1, 14 clubs | Danmarksserien for herrer Poule 2, 14 clubs | Danmarksserien for herrer Poule 2, 14 clubs | Danmarksserien for herrer Poule 3, 14 clubs | Danmarksserien for herrer Poule 3, 14 clubs |

## Sources
- (da) Cet article est partiellement ou en totalité issu de l’article de Wikipédia en danois intitulé « Danmarksturneringen i fodbold » (voir la liste des auteurs).

- (da) Cet article est partiellement ou en totalité issu de l’article de Wikipédia en danois intitulé « Foreningen af Lokalunioner i Danmark » (voir la liste des auteurs).